# Hotel Alpina-Edelweiss

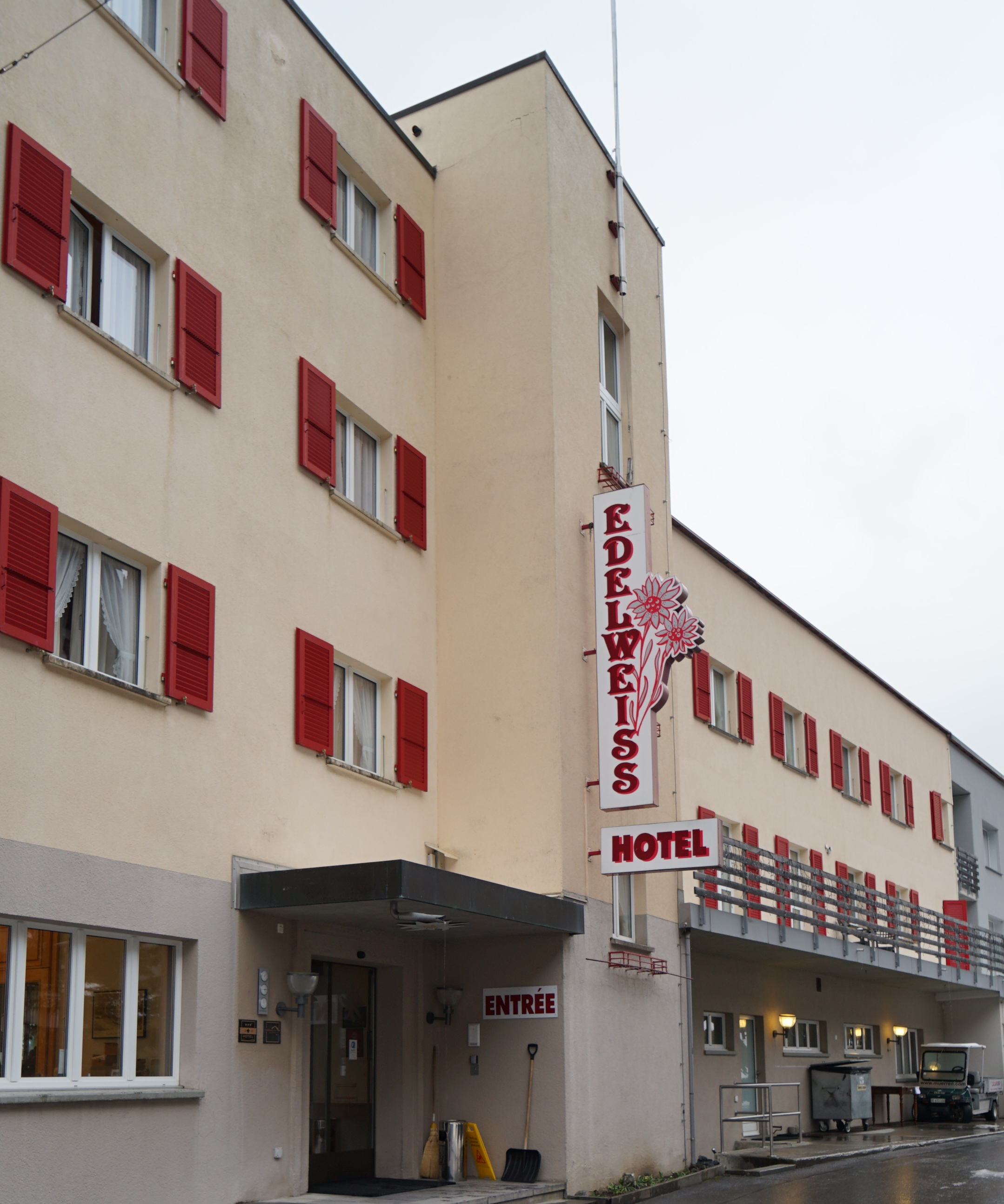
Hotel Edelweiss, 2023

Das Hotel «Alpina-Edelweiss» (Bezeichnung der Denkmalpflege) in Mürren im Schweizer Kanton Bern wurde 1927 errichtet. Das Gebäude mit zwei Hotels gilt als «wegweisender Pionierbau der Klassischen Moderne in den Alpen» und ist ein Denkmalschutzobjekt von lokaler Bedeutung.

## Lage
Das Bauwerk steht in Hanglage im Ortsteil Rauft (Nummern «1068» und «1068a») im Nordosten des Ortskerns, unweit des Bahnhofs der Bergbahn Lauterbrunnen–Mürren (BLM). Das Gelände oberhalb der Mürrenfluh fällt zum Lauterbrunnental steil ab. Durch seine exponierte Lage ist der Bau von weit her sichtbar.

## Geschichte
Das Dorf Mürren wuchs mit dem Einsetzen des Tourismus. Seine Bausubstanz erlitt durch den Dorfbrand von 1926 grossen Schaden. Beim Wiederaufbau plante der bekannte Architekt Arnold Itten das «Doppelhotel». Der talseitig sechsgeschossige Putzbau hat ein Eisenbetonskelett und trägt ein Flachdach mit einer grossflächigen Terrasse. Der zweiteilige Baukörper wirkte ursprünglich sehr einheitlich und zeigte eine «klare Volumetrie». Lang gezogene, über Eck geführte Balkonen ohne Stützen prägen die Ostfassade.
Ein Umbau erfolgte 1975. Das den nördlichen Teil des Gebäudes einnehmende Hotel Alpina wurde um ein holzverkleidetes Stockwerk erhöht und erhielt ein flaches Satteldach. Strassenseitig wird es durch geänderte Balkons mit Stützen geprägt, die den ursprünglichen Entwurf verbergen. Das Hotel Edelweiss erhielt 2010 im Süden einen neuen Anbau, der die «prägnante» Schmalseite verdeckt. Sein nördlicher Teil zeigt noch die Formensprache der Moderne und wird durch rotgestrichene Fensterläden geprägt.
Das Gebäude wurde 2013 rechtskräftig in das Bauinventar der Denkmalpflege des Kantons als «schützenswert» aufgenommen. Für die Denkmalpflege gilt es als «einmaliger Zeuge einer modernen Tourismusarchitektur». Der Bau wirke «als kühner Bezwinger der Topographie» und könne durch «eine stilgerechte Renovation seine Aura wiedergewinnen».

## Belege
1. 1 2 3 4  Denkmalpflege des Kantons Bern: Lauterbrunnen. Rauft 1068a, 3825 Mürren.
2. ↑  Denkmalpflege des Kantons Bern: Lauterbrunnen. Baugruppe E (Lauterbrunnen, Mürren). In: Bauinventar des Kantons Bern. Abgerufen am 15. Februar 2024.

Koordinaten: 46° 33′ 41,5″ N, 7° 53′ 48,9″ O; CH1903: 635140 / 156795